# Mường Lói
Mường Lói là một xã thuộc huyện Điện Biên, tỉnh Điện Biên, Việt Nam.

## Địa lý
Xã Mường Lói nằm ở phía tây nam huyện Điện Biên, có vị trí địa lý:
- Phía đông giáp tỉnh Sơn La
- Phía tây giáp xã Phu Luông
- Phía nam giáp Lào
- Phía bắc giáp huyện Điện Biên Đông.

Xã Mường Lói có diện tích 159,52 km², dân số năm 2022 là 2.426 người,  mật độ dân số đạt 15 người/km².

## Hành chính
Xã Mường Lói được chia thành 8 bản: Co Đứa, Huổi Chon, Huổi Không, Lói, Na Cọ, Na Chén, Noong É, Tin Tốc.

## Lịch sử
Ngày 25 tháng 8 năm 2012, Chính phủ ban hành Nghị quyết số 45/NQ-CP về việc thành lập xã Phu Luông trên cơ sở điều chỉnh 14.482,57 ha diện tích tự nhiên và 1.905 người của xã Mường Lói.
Sau khi điều chỉnh địa giới hành chính, xã Mường Lói còn lại 15.972 ha diện tích tự nhiên với 1.983 người và 9 bản: Lói 1, Lói 2, Huổi Chon, Na Cọ, Tin Tốc, Na Chén, Huổi Không, Co Đứa, Noong É.
Ngày 10 tháng 7 năm 2019, HĐND tỉnh Điện Biên ban hành Nghị quyết số 116/NQ-HĐND về việc thành lập Bản Lói trên cơ sở Bản Lói 1 và Bản Lói 2.